# 韩国人口老龄化

韩国从2020年到2100年预测的人口统计表

在韩国，老龄化是指韩国老年人占总人口的比例增加。“老年人”包括65岁及以上的人。根据《老龄化社会低生育率框架法》第3条第1款，“人口老龄化”是指老年人在总人口中所占比例的增加。
老龄化通常是由于科学和医学的发展带来的生活水平的大幅提高，增加了普通人的预期寿命。然而，老龄化也受到出生率下降的极大影响。2045年，韩国将成为世界上老龄化程度最高的国家，65岁及以上的人口将占据很大一部分人口。随着2017年进入老龄化社会，韩国人口老龄化将成为世界第一。在2067年，65岁及以上的人口比例飙升到前所未有的46.5%。到2067年，适合劳动年龄人口将减少，并低于老年人口的比例。

韩国人口统计表（1960-2020）

韩国生育率的下降是韩国严重的一个问题，韩国的出生率自1960年以来一直在下降。直到1980年代，人们普遍认为这种人口下降趋势将结束，人口最终将稳定下来。然而，由于出生率的不断下降，韩国社会面临着未来人口的减少。在1950年代的婴儿潮之后，人口急剧增加，韩国政府在1960年代实施了计划生育政策。这项政府计划要求韩国医疗中心通过向公众介绍传统的避孕方法（包括宫内节育器（IUD）、输精管切除术和避孕套）并提供计划生育咨询。随着这项政策和社会经济增长，韩国生育率下降，因为更多的已婚妇女追求财富和提高生活水平，而不是抚养孩子。1997年经济危机后，生育率迅速下降。经济危机后，年轻人的经济和职业保障较少，导致许多青年男女延迟结婚计划。 2021 年，导致韩国历史上首次出现人口自然下降。 分析人士指出，韩国目前的低出生率是由该国高度的经济不平等造成的:包括高生活成本，经济合作与发展组织成员国的低工资，缺乏就业机会以及住房负担能力上升。

人口、生育率和净繁殖率，联合国估计数

预计韩国的老年人口比例将以世界上最快的速度增长，从2019年的14.9%增长到2067年的46.5%。因此，这将导致韩国的人口在未来几十年内急剧下降，从2022年的5100万下降到仅约2500-3000万。2020年，韩国开始出现死亡人数多于出生人数的记录，首次导致人口下降。

## 原因
韩国老龄化的主要原因是生育率低。生育率下降往往会导致结婚率降低、婚姻延迟和老龄化加剧。现有研究表明，收入、劳动力市场条件等经济因素，以及社会文化因素，包括教育价值观和性别角色的变化，以及家庭和保健政策，是生育率下降的主要原因。

### 生育力

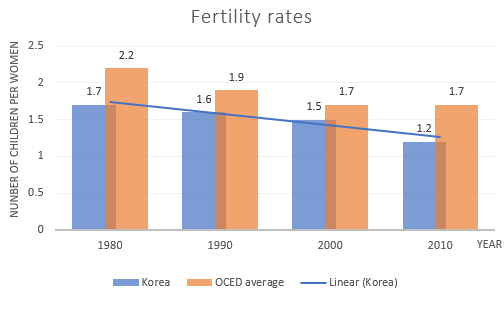
1980年至2010年韩国和经合组织的平均生育率

经合组织国家的生育率

与欧洲国家不同的，欧洲国家主要是由于工业化和社会文化因素，生育率自然下降到人口替代水平以下，但韩国的生育率主要由于控制生育政策而急剧下降。在工业化的早期阶段，生育率的下降导致了人均收入的增加，通过减缓人口的快速增长和实现经济的快速增长。因此，在自然衰退期，人口的下降幅度可能大于其他发达经济体。韩国的生育控制政策始于1960年代，在1990年代中期结束，当时出生率大大低于人口替代水平。因此，韩国的生育率从1970年代末（2.9个孩子/女人）下降到1980年代末的1.56个孩子/女人，下降了大约一半。在2000年代，当低生育率开始成为一个问题时，政府试图改变政策以提高生育率，但生育率下降的速度仍然比其他国家都快。
另一方面，韩国人口中的男性往往多于女性（除了50年代的朝鲜战争，当时有许多男性士兵死亡）。这是因为韩国传统对男婴的偏好，其他性别比例更平衡的发达国家的人口增长较少。这表明，如果韩国对男婴的偏好被削弱，平衡性别比例，对出生率的负面影响可能会被消除。
韩国的生育率为每名妇女1.8个孩子，低于经合组织1984年每名妇女2个孩子的平均生育率，此后一直低于平均水平。 2018年，韩国的总生育率下降到0.98，这表明妇女在其一生中生育的孩子数量。为了保持5000万人口，2018年的生育率（0.98）需要与替代水平（2.1）相匹配。 2018年，粗出生率达到了6.4（当年每千人活产数）的低点。 在经合组织中，韩国是唯一一个生育率下降到1以下的国家。 2017年至2018年，新生儿数量下降了8.6%，成为韩国的最低出生率。 2022年，生育率进一步下降到0.81。世宗市是唯一预计人口增长的地区。
| 行政区                | 活产婴儿（千） | 出生率（%） | 总生育率（%) | \| 常住人口（截至2021年)[13] \| \| ------------------------- \| |
| --------------------- | -------------- | ----------- | ------------ | --------------------------------------------------------------- |
| 首尔                  | 47.4           | 5.0         | 0.64         | 9,588,711                                                       |
| 釜山                  | 15.1           | 4.5         | 0.75         | 3,369,704                                                       |
| 大邱                  | 11.2           | 4.6         | 0.81         | 2,406,296                                                       |
| 大田                  | 7.5            | 5.1         | 0.81         | 1,457,619                                                       |
| 光州                  | 7.3            | 5.1         | 0.81         | 1,444,787                                                       |
| 仁川                  | 16.0           | 5.5         | 0.83         | 2,936,214                                                       |
| 京畿道                | 77.8           | 5.9         | 0.88         | 13,479,798                                                      |
| 全罗北道              | 8.2            | 4.5         | 0.91         | 1,796,331                                                       |
| 庆尚南道              | 16.8           | 5.1         | 0.95         | 3,329,623                                                       |
| 忠清北道              | 8.6            | 5.4         | 0.98         | 1,596,303                                                       |
| 蔚山                  | 6.6            | 5.8         | 0.99         | 1,128,13                                                        |
| 庆尚北道              | 12.9           | 4.9         | 1.00         | 2,635,896                                                       |
| 济州岛                | 4.0            | 6.0         | 1.02         | 674,484                                                         |
| 忠清南道              | 11.9           | 5.7         | 1.03         | 2,116,452                                                       |
| 江原道                | 7.8            | 5.1         | 1.04         | 1,536,175                                                       |
| 全罗南道              | 9.7            | 5.3         | 1.15         | 1,844,148                                                       |
| 世宗                  | 3.5            | 10.0        | 1.28         | 361,396                                                         |
| （总计）              | 272.4          | 5.3         | 0.84         | 51,702,100                                                      |
| 常住人口（截至2021年) |                |             |              |                                                                 |

### 生育率下降的原因

##### 性别偏好
在二十世纪，女性胎儿的选择性堕胎对低出生率产生了重要影响。在韩国，由于注重保留姓氏，对男性有强烈的性别偏好。此外，由于韩国人更喜欢生儿子作为第一个孩子而不是第二个或第三个孩子，因此女性胎儿的堕胎率很高。这些偏好导致男女比例差别很高。 
从1981年到1988年，出生时的性别比例继续增加。到1990年代初，大约是116.55个男性对100个女性。正常的自然出生性别比例大约是105个男性对100个女性，所以增高的数字都表明是性别选择性流产。尽管性别选择性堕胎是非法的，但准父母在检查性别后堕掉女性胎儿的数量会有所增加。因此，1988年，政府规定禁止医生向准父母透露胎儿的性别。

##### 教育费用
韩国人优先考虑他们的孩子的教育，这与他们的儒家价值观是一致的，儒家价值观强调高等教育和社会经济地位之间的关系。 一些韩国公民将他们的孩子送到昂贵的“学院”（营利性课后教育机构），希望他们的孩子取得进入名牌大学所需的高分。2009年，超过75%的韩国儿童在私立学院上学。
“学院”课程强调英语，数学和写作，因为进入全国前三名大学的竞争力：首尔国立大学，高丽大学和延世大学（统称为SKY）。在韩国社会，送孩子去学院成为一种社会现象，以至于那些无力将孩子送到学院的人被其他人视为不负责任和无知的父母。
2005年，一项全国调查显示，18.2%的20至29岁妇女由于额外教育的费用而选择不生第二个孩子。 父母更喜欢不超过一两个孩子，以较小的经济负担专注于每个孩子的成功。 根据卫生部在2012年的一项调查，90%的参与调查的人表示，由于教育费用高，包括私立教育费用，他们不愿意生孩子。

#### 离婚率上升
从1970年到2000年，韩国的离婚率增加了70%。离婚是影响家庭解体的最重要原因，这导致了低生育率。 即使从1970年到2000年，离婚对出生率总体上略有影响，但在1997年的经济危机后，离婚率的快速增长影响了出生率的下降。
在经济危机中，许多家庭因无力抚养家庭成员而离婚。1997年，离婚率增加到2（每千人中的离婚率），并在第二年迅速增加到2.5。2003年，离婚率再次跃升至3.5。

#### 长寿
在20世纪50年代前半期，平均预期寿命只有不到42岁（男性为37岁，女性为47岁）。今天，数字已经大不相同。韩国现在是世界上预期寿命最高的国家之一，在世界排名第15位。在韩国出生的婴儿平均可以活到82岁（男性为79岁，女性为85岁）。相比之下，全球平均水平为72岁（男性为70岁，女性为74岁）。
联合国预测预期寿命将继续提高；到2100年，在韩国出生的婴儿平均将活到92岁（男性为89岁，女性为95岁）。发表在《柳叶刀》上的另一项研究表明，韩国妇女预计将成为世界上第一个平均预期寿命超过90岁的国家--研究人员预测，到2030年，这种情况发生的可能性为57%。

## 影响
韩国老龄化的最大后果是老年人的生活品质下降。造成这种情况的主要原因是老年人缺乏收入来过上体面的生活。在发达国家中，韩国的老年人贫困率很高，但该国未能适当地满足人口老龄化的需求。政府通过向贫困人口提供临时和直接支持来寻求支持老年人。老年人如何以对社会做出贡献的方式生活是有限的。可以说，老年人被排除在劳动力市场之外造成的贫困很难解决，只能通过社会对老年人的尊重和支持来解决。

### 未来人口
女性家族部显示，1980年韩国青年人口为1400万。然而，青年人口在2012年大幅下降至1020万，占全国总人口的20.4%。 青年人口的这种下降是由低生育率造成的，并将影响未来的人口数量。2013年，韩国政府透露，如果生育率继续下降，2060年9至24岁的人口数量将比2013年下降50%。在低增长的情况下，预计劳动年龄人口将从2017年的3348万人下降到2067年的1484万人（占总人口的44.1%）。
从长远来看，这一趋势将影响韩国的社会和经济。由于儿童人数持续减少，学校关闭的情况继续增加。如果这种趋势继续下去，学校将需要合并，农村城市管理将需要合并，以减少不必要的人员和支出。
韩国也处于老龄化社会，这意味着老年人数量较多，支持他们的年轻人数量较少。 卫生部在2012年进行的一项调查报告称，超过83%的受访者认为，这个老龄化社会将导致更多的税收和劳动力短缺。

### 生产年龄人口
虽然老年人的数量在增加，但每100个工作年龄的人所支持的老年人数量预计将从2019年的37.6人飙升至2067年的120.2人，属于世界最高水平。

### 经济
人们在人生的每个阶段都有不同的经济需求和不同程度的经济贡献。一般来说，人们在童年时期没有收入，但他们确实可以在父母的照顾下参加学习活动。人们倾向于在退休之前产生收入;退休后，他们依靠工作时存下的钱。
随着劳动力的减少，低生育率导致的人口下降可能会使韩国的潜在经济增长率降至2%以下。经济增长乏力可能会影响韩国在2030年后的主权信贷和财政实力。此外，儿童数量的下降也可能影响韩国军队的军事预算。随着符合条件的年轻人数量的减少，政府可以向武装部队施压，要求他们在预算减少的同时维持目前的军事结构，因为国家资金被重新用于老龄化和低生育率的问题。

### 军事
韩国的出生率下降已成为国家安全的一个挑战： 越来越少的年轻男子愿意服兵役。到2022年，韩国的现役军人将从目前的约60万人缩减到50万人。为期18至22个月的兵役被视为韩国男子的成年仪式。但据韩国国防部称，在未来20年里，身体健康的应征者队伍预计将缩减近一半。

## 政府政策
韩国应对老龄化及其影响的措施包括加强退休人员的收入保障，寻找提高生产力的方法以弥补工作年龄人口的减少，并向老龄化友好型经济飞跃。

### 促进亲生育政策
韩国政府于2006年实施了一项新政策，旨在改善生殖保健服务，以解决低生育率问题。然而，这项政策对提高生育率没有效果。因此，老龄化和未来社会委员会（CAFS）成立于2003年，旨在提高生育率并为即将到来的老龄化社会问题做好准备。由CAFS加强的老龄化社会和人口政策总统委员会于2006年宣布了第一个低生育率和老龄化社会基本计划。这项规划包括支持儿童照顾和学前教育以及多子女家庭的经济福利，如社会保险。
韩国政府于2018年12月2日宣布了提高韩国生育率的出生主义政策。这项政策的目的是通过减少医疗和育儿费用，并为职业母亲提供更好的支持系统，为父母生育两个以上的孩子创造一个积极的环境。
2017年当选的韩国总统文在寅宣布，政府将扩大对幼儿父母的补贴，使公营中心照顾的婴幼儿比例增加三倍。 政府预计，在2022年之前，新生儿的数量可能减少到每年不到30万，因为生育率持续下降,所以他们的目标是保持每年超过30万的新生儿比率。
保健福祉部表示，本届政府的改进计划将提高整整一代人的生活水平，并长期解决低生育率问题。从2019年开始，政府承诺为1岁以下婴儿的医疗费用提供财政支持。此外，政府计划到2025年为学龄前儿童提供财政支持。
政府还增加了对难以怀上孩子的已婚夫妇的财政支持。那对已婚夫妇可以得到人工授精医疗费用的70%以上的补贴，最多4次。 从2019年下半年开始，根据卫生和福利部的规定，有8岁以下孩子的父母可以提前一小时下班，带薪陪产假也增加到10天。

### 加强收入保障制度 稳定退休
为了提高老年人的生活质量，他们将扩大条件，提高老年人的生活质量。这包括努力创造一个安全的生活环境。具体而言，该过程包括振兴健康里程系统，加强慢性病管理，扩大综合护理和护理服务，加强长期护理保险系统质量管理，以及加强临终关怀姑息治疗服务。他们将通过支持老年人来支持他们的健康。该公司计划通过扩大社会参与机会来支持积极的退休生活，例如发展适合老年人的休闲文化和扩大对志愿者支持的参与。他们将通过扩大老年人租赁住房，对高级司机进行强制性安全培训，并通过建立老年人保护区来减少老年行人的交通事故，从而创造安全的生活环境。

### 扩大可以改善老年人生活质量的条件
为了提高老年人的生活质量，他们将扩大条件，提高老年人的生活质量。这包括努力创造一个安全的生活环境。具体而言，该过程包括振兴健康里程系统，加强慢性病管理，扩大综合护理和护理服务，加强长期护理保险系统质量管理，以及加强临终关怀姑息治疗服务。他们将通过支持老年人来支持他们的健康。该公司计划通过扩大社会参与机会来支持积极的退休生活，例如发展适合老年人的休闲文化和扩大对志愿者支持的参与。他们将通过扩大老年人租赁住房，对高级司机进行强制性安全培训，并通过建立老年人保护区来减少老年行人的交通事故，从而创造安全的生活环境。

### 人力利用计划与生产性人口的减少的比较
随着2016年开始生产人数的减少，他们正在制定利用妇女，中年和外国工人的措施。通过兼职等工作形式多样化，加强对职业中断妇女的再就业支助制度，将促进妇女就业。国家将通过推广工资峰值制度，建立60岁退休年龄制度和强制性生活保障服务，加强中老年劳动者工作基础。为了扩大海外人才的招聘，特别是在国内专家短缺的地区，政府将提供长期就业和定居的机会，并制定中长期移民政策以利用外国工人。

### 跃升为老年友好型经济
随着老年人口的增长，需要积极努力养老产业。因此，第三个基本计划旨在培育与老年人相关的医疗、旅游和食品等产业部门，并支持开发通用设计和面向用户的老年人友好型产品。同时，为了应对低出生率导致的学龄人口减少，他们将推动大学结构改革，教师培训，并重新安排供需计划。为了应对老龄化和城市化导致农村地区人口下降的问题，政府还提出了振兴返乡村的措施。最后，计划改革国家年金制度，稳定医疗保险收入基础，管理社会保险的财务风险。政府还将计划改革特殊的职业养老金计划。为有效利用国家财政，政府提出了重组准重复金融项目、扩大收入基础和管理中长期金融风险的措施。